# Dulce (Nuevo México)
Dulce (/ˈdʌlsiː/ or /ˈduːsiː/; en Apache Jicarilla: Lóosi)es un lugar designado por el censo en el Condado de Río Arriba (Nuevo México). En el censo de 2010 Dulce tenía una población de 2.743 habitantes, casi en su totalidad Nativa Americana. Es la comunidad más grande con reservas indias y es el asentamiento de la tribu de los Apache Jicarilla.

## Historia
Dulce fue fundada por la familia Gómez como negocio de ganadería. El nombre original era "Agua Dulce", debido a la presencia de manantiales naturales que proporcionaban agua potable a los habitantes y a los animales. La hacienda original fue fundada en 1877 por José Eugenio Gómez. La reserva de los Apache Jicarilla se estableció en 1887 cuando el pueblo Apache se vio obligado a vivir en una reserva. El rancho de la familia Gómez está actualmente bajo la propiedad de Manuel Gómez, aunque está rodeado por tierras de reserva.

## Geografía
Según la Oficina del Censo de los Estados Unidos, Dulce tiene una superficie total de 33.56 km², de la cual 33.17 km² corresponden a tierra firme y (1.15%) 0.39 km² es agua.

## Demografía
Según el censo de 2010, había 2743 personas residiendo en Dulce. La densidad de población era de 81,74 hab./km². De los 2743 habitantes, Dulce estaba compuesto por el 4.16% blancos, el 0.62% eran afroamericanos, el 91.65% eran amerindios, el 0.11% eran asiáticos, el 0% eran isleños del Pacífico, el 1.9% eran de otras razas y el 1.57% pertenecían a dos o más razas. Del total de la población el 11.05% eran hispanos o latinos de cualquier raza.